# Hypericum amblysepalum
Hypericum amblysepalum är en johannesörtsväxtart som beskrevs av Ferdinand von Hochstetter. Hypericum amblysepalum ingår i släktet johannesörter, och familjen johannesörtsväxter. Inga underarter finns listade i Catalogue of Life.